# Richard Gallo y su perro en Petit Gennevilliers

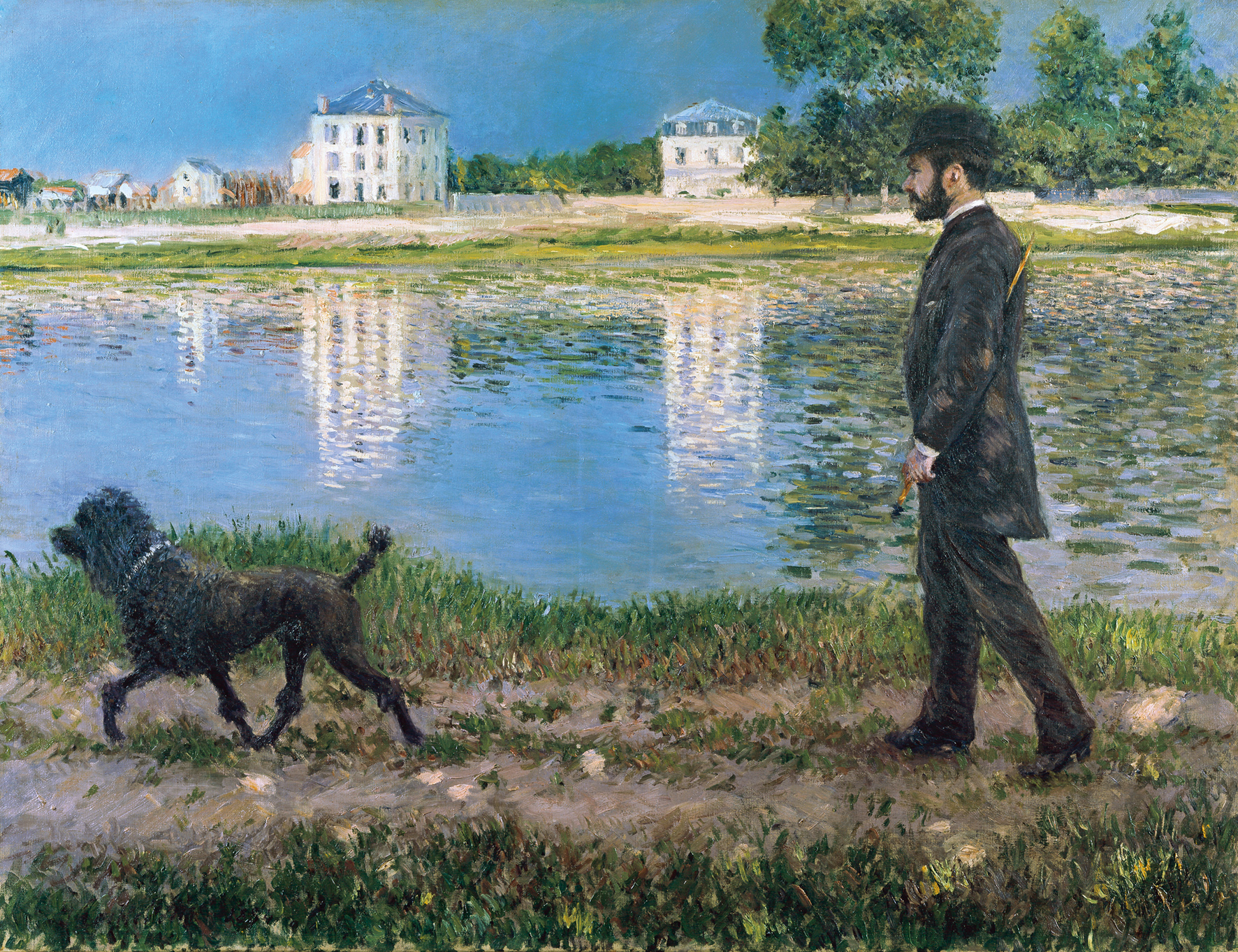
Richard Gallo y su perro en Petit Gennevilliers (1884), col. part.

Richard Gallo y su perro en Petit Gennevilliers es un óleo sobre lienzo del pintor impresionista francés Gustave Caillebotte (1848-1894). Data de 1884 y mide 89 × 116 cm. Está en una colección privada en Lausana.

## Descripción
Representa a un hombre de perfil vestido de negro con bombín y bastón paseando con su perro delante de él por la orilla del Sena. Se trata de uno de los mejores amigos del artista, Richard Gallo, de 35 años, hijo de banquero y periodista del Constitutionnel, periódico republicano conservador. Su perro negro, llamado Dick (diminutivo de Richard en inglés), es un caniche mediano peinado "a lo león", un corte que estuvo muy de moda para esa raza a finales del siglo XIX y las primeras décadas del siglo XX. El elegante hombre de negro camina por la orilla de Petit Gennevilliers frente a Argenteuil en el noroeste de París, cerca de la segunda casa de Gustave Caillebotte y su hermano Martial comprada en 1881. El artista la convirtió en su residencia principal en 1888. Mientras tanto, practica la vela e invita a estancias a sus amigos parisinos, así como a sus amigos pintores (Renoir, Monet, Sisley, etc.).
La composición de la obra es compleja con las líneas horizontales de las orillas, el camino y el perro, cortadas por las líneas verticales del personaje y las casas y árboles del otro lado, en la orilla de Argenteuil. El negro del hombre y del caniche en movimiento contrasta con los tonos claros de la naturaleza y las ondas del agua, mientras que el blanco de las casas es sinónimo de inmovilidad. La luz está inmóvil en la distancia y la sombra se mueve en primer plano. La interpretación impresionista de los reflejos en el agua contrasta con la composición naturalista del hombre y el perro. Además, el tema del caminante (el flâneur tan querido por Caillebotte en sus composiciones urbanas) se interpreta aquí como una transición de la ciudad (Richard Gallo viste un traje de ciudad) hacia la naturaleza de las afueras, mostrando la aspiración del artista a abandonar sus paisajes urbanos para pasar ahora a la contemplación y estudio de la naturaleza. Las diagonales dibujan una perspectiva a la derecha detrás del hombro derecho del paseante (con un punto de fuga detrás del cuello blanco de Richard Gallo) o a la izquierda en la distancia a lo largo de la línea azul del río que se une al azul del cielo.

## Historia
Este cuadro se exhibió con otras obras del artista en la exposición de la Sociedad de los XX en Bruselas en febrero de 1888, donde se encontró con una respuesta mixta.
Richard Gallo aparece en siete cuadros de Caillebotte: Retrato de Richard Gallo (1878, colección privada), Autorretrato en el caballete (1879, col. particular), Interior, mujer leyendo (1880, col. part.), Interior (1880, col. particular), Retrato de Richard Gallo (1881, Museo de Arte Nelson-Atkins), La partida de bésigue (1881, Louvre Abu Dhabi), y éste, por tanto, el último de la serie.